# Elal
Elal ou El-lal (en Tehuelche : ʔeːlal) est un héros de la mythologie tehuelche, peuple indigène de la Patagonie.

## Légende
Selon la légende, Elal serait arrivé en Patagonie et parmi les Tehuelches déposé par un cygne au sommet du mont Chaltén. Les légendes Tehuelches racontent que Elal, demi-dieu et principal héros de cette mythologie, serait le fils de l'union forcé entre Teo, les nuages et Nóshtex, mauvais géant (fils de l'obscurité absolue Tons) qui emprisonna Teo pendant trois jours et la viola à cette occasion. Pour le punir, Kóoch, dieu originel et père de Teo, jette une malédiction sur le géant, lui assurant que son fils deviendrait plus beau et plus aimé par les êtres peuplant la Patagonie que son père. Ce dernier, blessé dans son amour propre, décide de se débarrasser de son fils, éventrant Teo avec un silex. Cependant, Ter-werr (le Tuco-tuco) réussit à sauver le bébé et à le cacher au fond de son terrier. Les animaux, réunis en urgence par l'oiseau Kilken (le Chingolo), décident d'exiler le bébé loin de l'île sur laquelle il est né, et de le cacher au-delà de la mer et de la montagne Chaltén, en un lieu connu du seul Kíus (la Pluvianelle magellanique), oiseau réputé pour connaître tous les recoins de la Mapu (la Patagonie). Kelfü (le cygne) emmène donc Elal, et le dépose au sommet du Chaltén où il le protège et le nourrit durant trois jours, pour que l'enfant reprenne des forces. Après le départ du cygne, Elal entame sa descente du Chaltén.
Par la suite, Elal parvient en Patagonie où il joue un rôle d'héros civilisateur en révélant aux hommes le secret du feu et en inventant l'arc et la flèche.